# Smith & Wesson Model 617
Smith & Wesson Model 617 je revolver vyráběný firmou Smith & Wesson. Má klasický design, délku hlavně 152 mm a jako střelivo používá populární a cenově dostupný náboj s okrajovým zápalem .22 Long Rifle.
Revolver je vyroben z nerezové oceli s černou gumovou rukojeti
Revolver Smith and Wesson Model 617 díky své hmotnosti a malé ráži „pohltí“ zpětný ráz a tak umožňuje střelci mít zbraň pod maximální kontrolu a vést přesnou střelbu.

## Technické údaje
- Model: 617-2
- Ráže: .22 Long Rifle
- Kapacita: 10 nábojů
- Délka hlavně: 152 mm (6")
- Muška: pevná
- Hledí: stavitelné

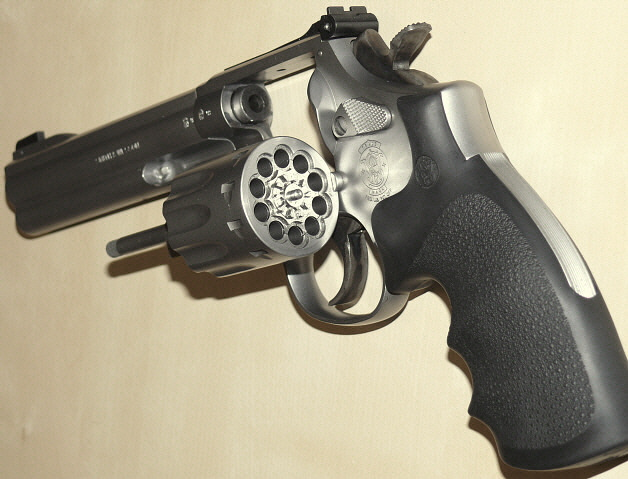
Smith&Wesson Model 617-2

- Rukojeť: gumová s výstupky („husí kůže“)
- Rám: střední velikost
- Povrchová úprava: matový nerez
- Celková délka: 283 mm (11 1/8")
- Materiál: nerezová ocel
- Celková hmotnost (bez nábojů): 1 253g
- Funkce spoušťového mechanismu: SA/DA